# Società Dante Alighieri

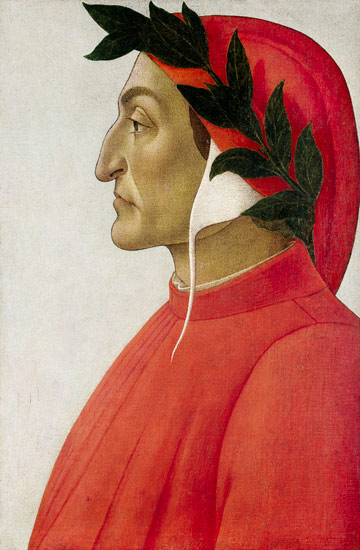
Dante Alighieri

La Società Dante Alighieri è un'istituzione culturale italiana che ha lo scopo di tutelare e diffondere la lingua e la cultura italiana nel mondo. Fa parte degli Istituti di cultura nazionali dell'Unione europea (EUNIC).

## Storia
Ideata e proposta a Macerata nel 1888 dall'irredentista triestino Giacomo Venezian, allora docente di diritto in quell'università e poi volontario nella prima guerra mondiale caduto sul Carso, fu fondata nel 1889 da un gruppo d'intellettuali guidati da Giosuè Carducci, che diramarono un «Manifesto agli italiani». Venne eretta in fondazione con Regio Decreto del 18 luglio 1893, n. 347; e con d.l. n. 186 del 27 luglio 2004 è assimilata, per struttura e finalità, alle ONLUS.
La storia della Società è intimamente legata all'identità italiana e allo spirito nazionalistico del periodo postrisorgimentale. Nella prima guerra mondiale la Dante si schierò attivamente a favore dell'intervento e si portò nel Ventennio sulle posizioni politico-culturali del fascismo, collaborando strettamente con gli Istituti Fascisti di Cultura. Nel dopoguerra la Dante riprese la promozione del patrimonio culturale italiano, in Italia e nel mondo, in maniera apolitica.
Nel 1921 la Società fu promotrice dell'emissione di una serie di francobolli commemorativi del VI Centenario della morte di Dante Alighieri.
Il suo scopo primario, come recita l'articolo 1 dello Statuto sociale, è quello di "tutelare e diffondere la lingua e la cultura italiane nel mondo, ravvivando i legami spirituali dei connazionali all'estero con la madre patria e alimentando tra gli stranieri l'amore e il culto per la civiltà italiana".
Per il conseguimento di queste finalità, la Dante Alighieri si affida a quasi 500 comitati, di cui 400 attivi all'estero.
I comitati realizzano corsi di lingua italiana e manifestazioni culturali di vario genere, dall'arte figurativa alla musica, dallo sport al cinema, dal teatro alla moda, fino alla letteratura. Per mezzo dei Comitati all'estero, inoltre, la "Dante Alighieri" istituisce scuole, biblioteche, diffonde libri e pubblicazioni, promuove conferenze, escursioni culturali e manifestazioni artistiche e musicali, assegna premi e borse di studio.
La sede centrale è a Roma, in Palazzo Firenze. Presidente della Società dal marzo del 2015 è Andrea Riccardi. Il Consiglio è composto dai Vicepresidenti Gianni Letta, Luca Serianni (scomparso) e Ferruccio de Bortoli; segretario generale è Alessandro Masi.

## La certificazione PLIDA
Dal 1993, in base alla convenzione nº 1903 del 4 novembre con il Ministero degli affari esteri, la Società Dante Alighieri opera per la certificazione dell'italiano di qualità con la certificazione PLIDA (Progetto Lingua Italiana Dante Alighieri). Riconosciuta dal Ministero del lavoro e delle politiche sociali (decreto 18/10/2002) e dal Ministero della pubblica istruzione, dell'università e della ricerca (convenzione 11/2/2004), attesta la competenza in italiano come lingua straniera secondo la scala dei sei livelli (A1, A2, B1, B2, C1, C2) del quadro comune europeo di riferimento per la conoscenza delle lingue.

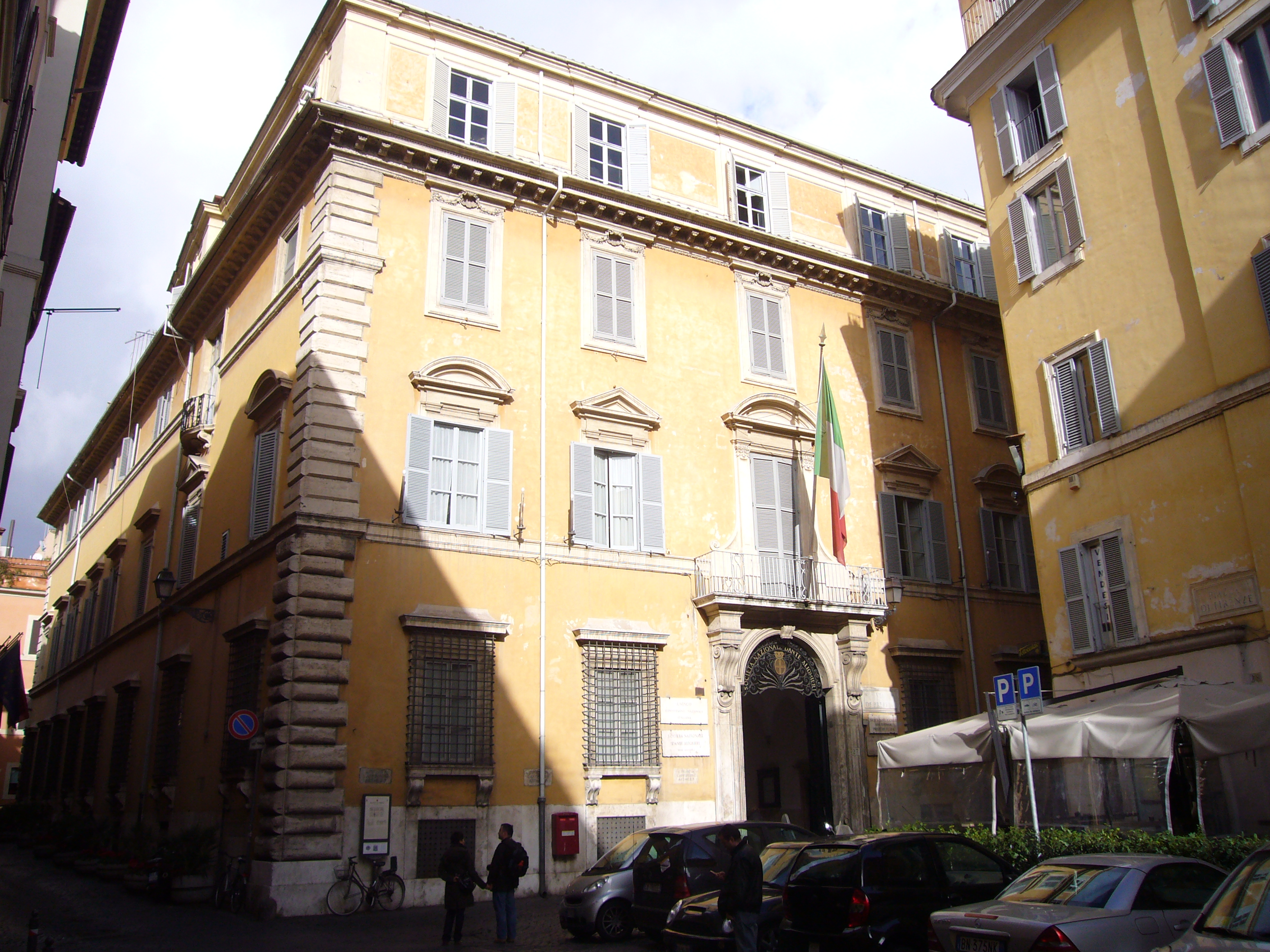
Palazzo Firenze a Roma, sede dal 1926 della Società Dante Alighieri.

## Riconoscimenti
Alla società è stato dedicato un asteroide, 348239 Societadante.